# Coracina macei
El oruguero de Macé (Coracina macei) es una especie de ave paseriforme de la familia Campephagidae.
Se lo encuentra en el subcontinente indio y el sudeste de Asia. Son principalmente insectívoros y por lo general vuelan apenas por sobre el follaje del bosque. Poseen una llamada fuerte klu-iip y poseen el hábito característico de acomodar sus alas plegadas apenas se han posado sobre  una rama.

## Galería

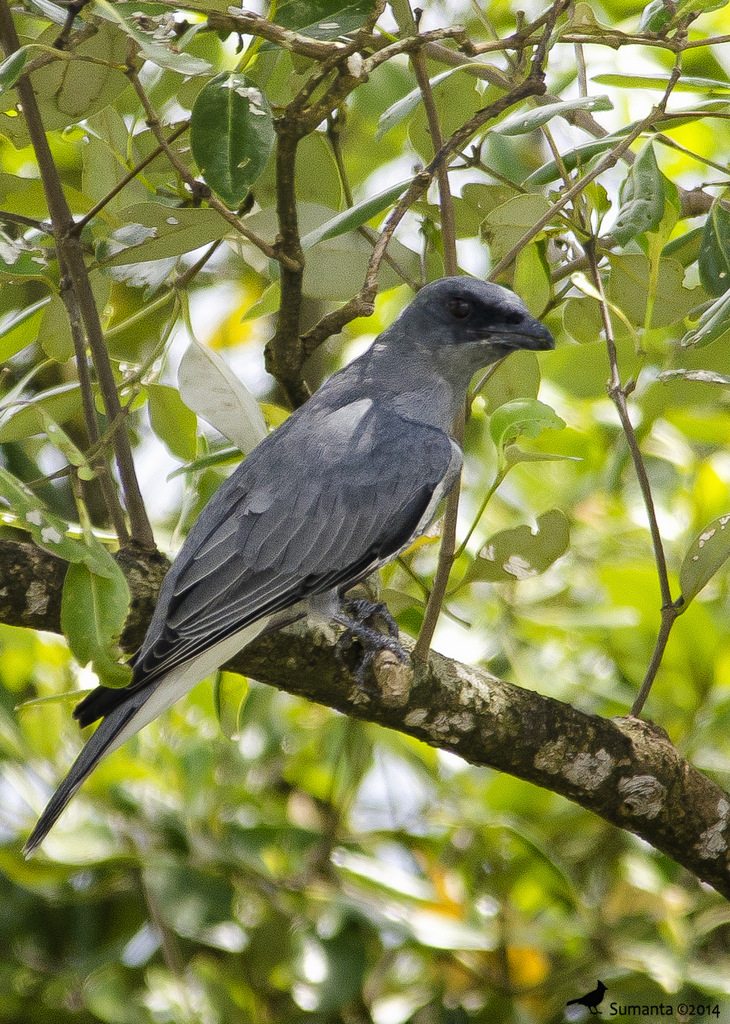
Oruguero de Macé (Coracina macie) en Dobanki en la Sundarban Tiger Reserve en el distrito South 24 Parganas de Bengala Occidental, India.
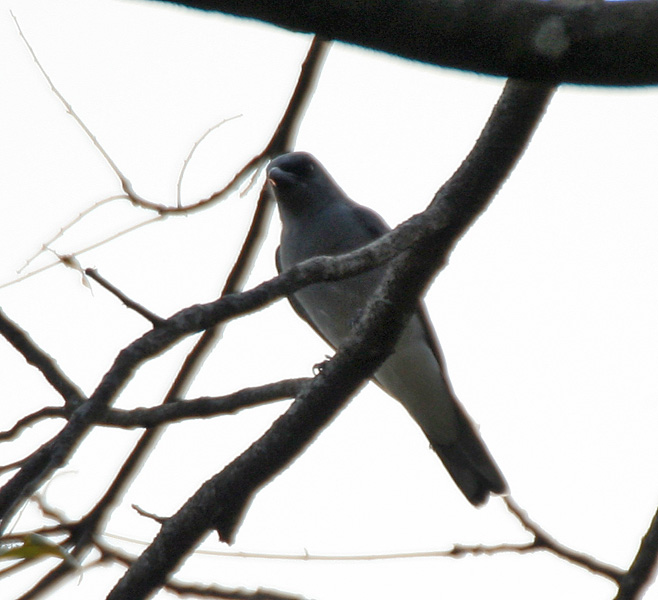
En Jayanti en la Reserva Buxa Tiger en el distrito de Jalpaiguri Bengala Occidental, India.
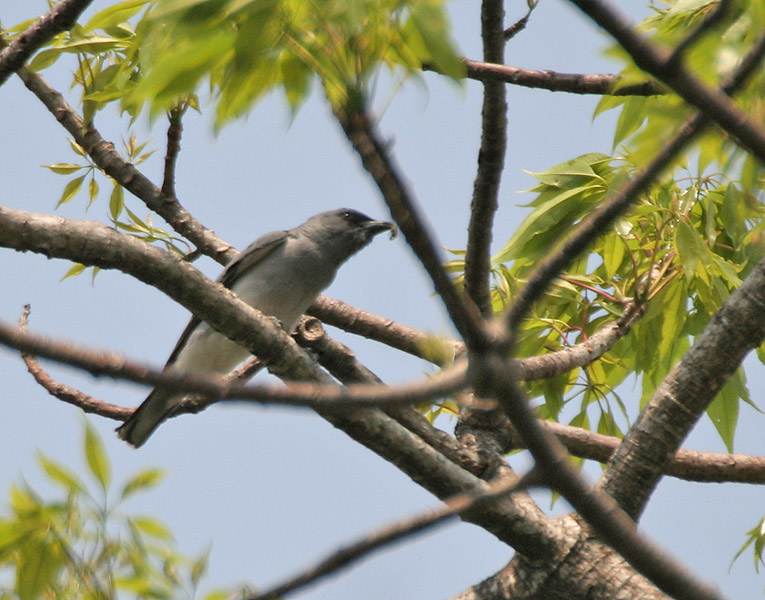
Macho transportando alimento para juveniles en la Reserva Buxa Tiger en el distrito de Jalpaiguri, Bengala Occidental, India.
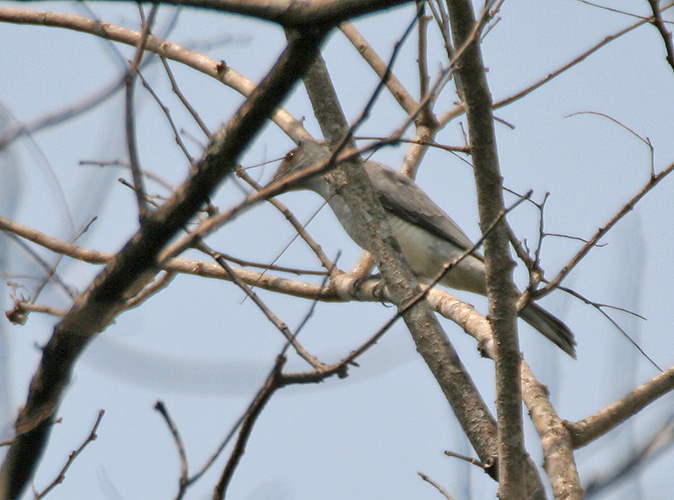
Espécimen inmaduro en Jayanti en la Reserva Buxa Tiger en el distrito de Jalpaiguri, Bengala Occidental, India.
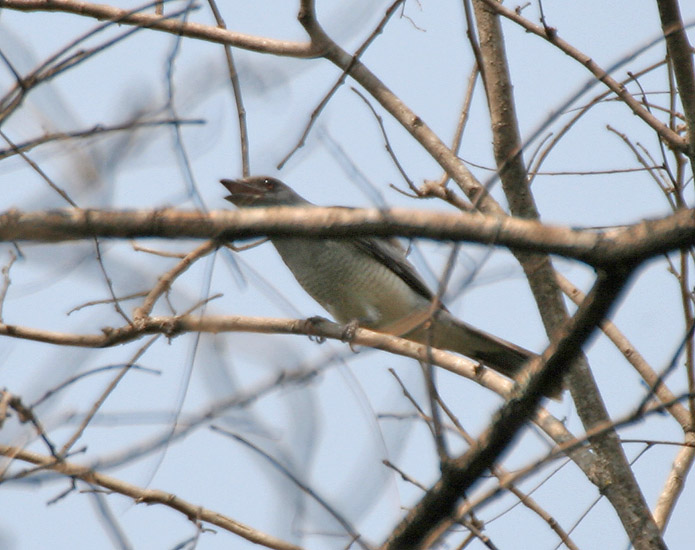
Ejemplar inmaduro pidiendo alimentos en la Reserva Buxa Tiger en el distrito de Jalpaiguri, Bengala Occidental, India.